# Campylocarpon fasciculare
Campylocarpon fasciculare är en svampart som beskrevs av Schroers, Halleen & Crous 2004. Campylocarpon fasciculare ingår i släktet Campylocarpon och familjen Nectriaceae.   Inga underarter finns listade i Catalogue of Life.